# Княжик сибирский
Княжик сибирский, или княжик красивый, княжик прекрасный (лат. Atragene sibirica, Atragene speciosa) — вид многолетних кустарниковых растений из секции Княжик (лат. Atragene), рода Ломонос (Clematis) семейства Лютиковые (Ranunculaceae).

## Описание
Княжик сибирский представляет собой кустарниковую лиану, достигающую до 4 м длины. Побеги тонкие, стебли лазящие или лежащие.
Листья дважды тройчатосложенные, с длинными черешками, обвивающимися вокруг опоры. Дольки листьев яйцевидно-ланцетные или ланцетные, острые или заострённые, пильчатые, почти голые сверху и опушённые по жилкам снизу.
Цветки крупные, одиночные, белые или желтовато-белые. Околоцветник двойной, из четырёх желтовато-белых или почти белых чашелистиков 2,5—5 см длины. Лепестки, количеством от 4 до 12, в 2—4 раза короче чашелистиков, в верхней части лопатчато расширенные.
Плод — многоорешек; плодики — орешки клиновидной формы, на верхушке вытянутые в стилодии до 5 см длиной, опушённые длинными серовато-белыми волосками.

## Распространение и экология
Княжик сибирский отличается широким евразийским ареалом; встречается на севере европейской части России, в Западной и Восточной Сибири и на Дальнем Востоке. За пределами России произрастает в Скандинавии, Средней Азии и Монголии.
Растёт в хвойных и лиственных лесах, на опушках, вдоль рек и ручьёв, на каменистых склонах и скалистых обнажениях.

## Использование
Растение ядовито. Может использоваться в лечебных целях, преимущественно в народной медицине (тибетской и монгольской). Препарат, изготовленный из растения, возбуждает сердечную деятельность.
Княжик сибирский используется также в декоративных целях. Он цветёт летом, иногда повторно осенью, и в сочетании с другими видами княжиков даёт возможность создавать гармоничные композиции из растений разной окраски и с разными сроками цветения.